# San Nicolás, Apaseo el Alto
San Nicolás är en ort i Mexiko.   Den ligger i kommunen Apaseo el Alto och delstaten Guanajuato, i den centrala delen av landet, 190 km nordväst om huvudstaden Mexico City. San Nicolás ligger 1 850 meter över havet och antalet invånare är 302.
Terrängen runt San Nicolás är varierad. Runt San Nicolás är det tätbefolkat, med 511 invånare per kvadratkilometer. Närmaste större samhälle är Santiago de Querétaro, 19,6 km nordost om San Nicolás. Trakten runt San Nicolás består till största delen av jordbruksmark.